# Cabo Quilates (1927)
El Cabo Quilates fue un buque mixto de carga y pasajeros construido en la Compañía Euskalduna de Construcción y Reparación de buques de Bilbao para la Naviera Ybarra en 1929. El viaje inaugural lo realiza desde Génova en marzo de ese año. Al estallar la guerra civil española en 1936 es requisado y utilizado como barco-prisión.

## Historia
El 25 de septiembre de 1936, tras los bombardeos aéreos del bando sublevado sobre la capital vizcaína, es asaltado, al igual que el barco-prisión Altuna Mendi, por milicianos incontrolados ejecutando de forma sumarísima a un gran número de presos acusados de simpatizar con los nacionales.
Del mismo modo sucede el 2 de octubre cuando vuelve a ser asaltado esta vez por marineros republicanos del acorazado Jaime I. Por este motivo, las autoridades vizcaínas obligan a abandonar el puerto de Bilbao al acorazado republicano y son juzgados varios de los asaltantes. Del mismo modo que en otros episodios de sacas de presos, el número exacto de fallecidos en ambas jornadas no está claro y varía según las fuentes.
Después de estos sucesos, el buque es requisado por el Gobierno Vasco, rebautizado como Ibai y realiza diversos viajes de transporte de carga a América con el objetivo de aprovisionar al bando republicano.
Finalmente al terminar el conflicto, es incautado por la Unión Soviética para su flota mercante y recibe los nombres de Ienesei y Baikal, hasta que es dado de baja debido a un incendio.